# Edmonton Elks

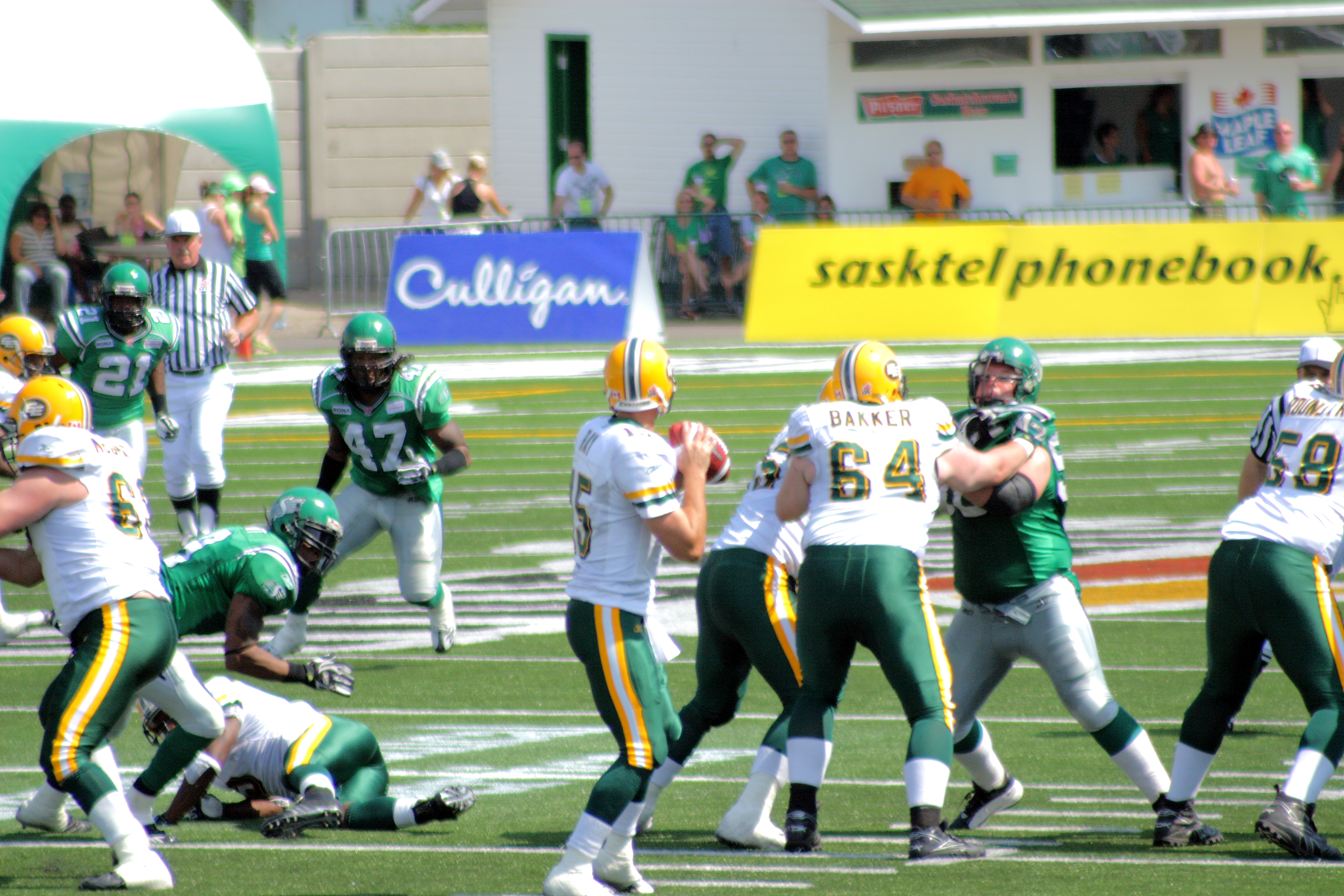
Die Edmonton Eskimos gegen die Saskatchewan Roughriders im Juli 2007

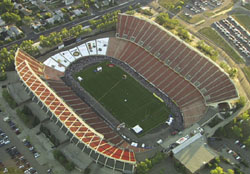
Das Commonwealth Stadium Heimstadion der Eskimos

Die Edmonton Elks (bis 2020 Edmonton Eskimos, 2020–2021 Edmonton Football Team) sind ein kanadischer Canadian-Football-Club aus Edmonton in der kanadischen Provinz Alberta, der in der Canadian Football League in der West Division spielt. Gegründet wurde der Verein 1949 als Edmonton Eskimos. Unter dem Namen französisch Esquimaux existierte er aber bereits seit 1897. Ihre Heimspiele tragen sie im Commonwealth Stadium aus, das Platz für 56.302 Zuschauer bietet.

## Erfolge
Der größte Erfolg der Edmonton Elks war der Gewinn des Grey Cups fünfmal in Folge von 1978 bis 1982. Insgesamt gewannen sie den Grey Cup vierzehn Mal und die Western Division Championship dreiundzwanzig Mal.

## Team

### Legende
| DL Defensive Linemen | G Guard       | DB Defensive Back    | LB Linebacker |
| QB Quarterback       | T Tackle      | DT Defensive Tackle  | K Kicker      |
| FB Fullback          | S Safety      | DE Defensive End     | P Punter      |
| WR Wide Receiver     | CB Cornerback | OL Offensive Linemen |               |